# Mộ Đức Trinh nữ Maria

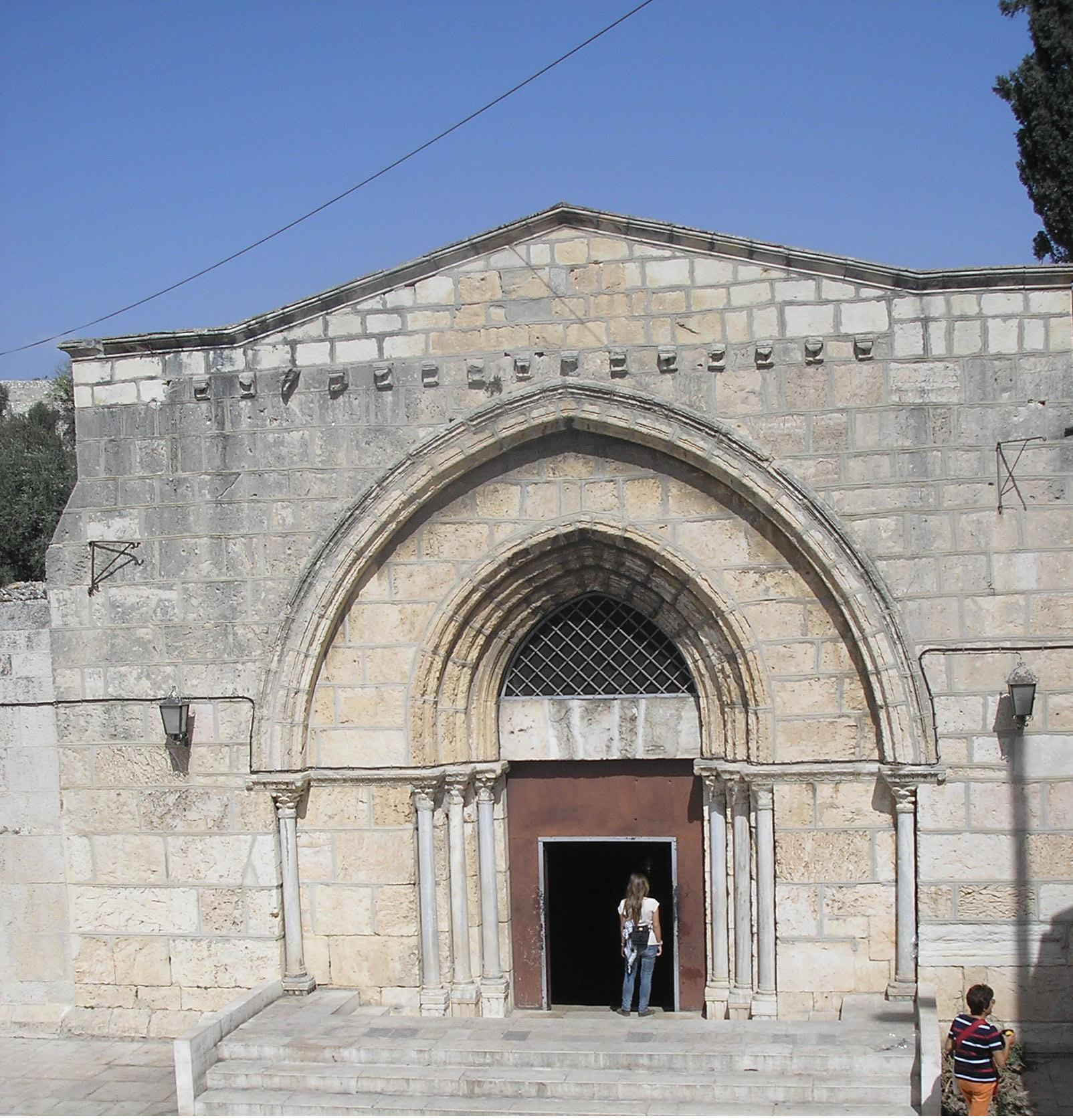
Mặt tiền Mộ Đức Trinh nữ Maria ở thế kỷ thứ 12

Nhà thờ Mộ Đức Trinh nữ Maria, cũng gọi là Mộ Đức Trinh nữ Maria, là một nhà thờ Kitô giáo tọa lạc tại thung lũng Kidron – ở chân núi Olives, phía đông Jerusalem – được giáo hội Kitô giáo Đông phương tin là nơi mai táng Đức Trinh nữ Maria, mẹ chúa Giêsu.

## Lịch sử
Theo Truyền thống thiêng liêng của Kitô giáo Đông phương thì Đức Trinh nữ Maria đã trải qua một cái chết tự nhiên (Đức Mẹ an giấc) giống như cái chết thông thường của mọi người; linh hồn của Bà khi lìa khỏi xác đã được Chúa Giêsu tiếp đón; và thân xác của Bà đã được sống lại vào ngày thứ ba sau khi an giấc, lúc đó Bà đã được đưa lên trời - cả hồn lẫn xác - trước khi diễn ra sự phục sinh chung của kẻ chết trong ngày phán xét sau cùng. Ngôi mộ của bà - theo "truyền thống thiêng liêng" này - đã được tìm thấy trống rỗng vào ngày thứ ba sau khi an táng. Giáo huấn của giáo hội Công giáo Rôma cho rằng Đức Maria đã được đưa về trời cùng lúc cả hồn lẫn xác; các câu hỏi về việc thân xác Đức Maria có chết thực sự hay không vẫn còn là vấn đề bỏ ngỏ trong quan điểm của Công giáo; tuy nhiên, hầu hết các nhà thần học tin rằng Đức Maria đã trải qua cái chết trước khi về trời.
Một truyện được gọi là "Euthymiaca Historia" (dường như do Cyril of Scythopolis viết trong thế kỷ thứ 5) nói về việc Hoàng đế Marcianus và vợ ông, bà Pulcheria, đã hỏi Juvenal - thượng phụ Chính thống giáo Hy Lạp của Jerusalem - khi ông tham dự Công đồng Chalcedon (năm 451) về các thánh tích của Đức Trinh Nữ Maria. Theo truyện này, thì Juvenal đã trả lời rằng: vào ngày thứ ba sau khi mai táng, ngôi mộ của Đức Maria được phát hiện là trống rỗng, chỉ có tấm vải liệm của bà được bảo quản trong nhà thờ ở vườn Gethsemani.
Theo một truyền thuyết khác thì đó là dây đai thắt lưng của Đức Maria đã được bỏ lại trong ngôi mộ.

## Khảo cổ

Cảnh bên ngoài Mộ Đức Trinh nữ Maria

Năm 1972, Bellarmino Bagatti, một nhà khảo cổ và là tu sĩ dòng Phanxicô, đã khai quật khu vực này và tìm thấy bằng chứng về một nghĩa địa cổ từ thế kỷ thứ nhất sau Công nguyên. Các vật phát hiện của ông chưa có sự bình duyệt của cộng đồng các nhà khảo cổ rộng lớn hơn, và tính hợp thức trong việc xác định niên đại của ông đã chưa được đánh giá đầy đủ.
Bagatti giải thích rằng các di tích tìm thấy cho thấy cấu trúc ban đầu của một nghĩa địa bao gồm 3 phòng (ngôi mộ chính nằm ở gian phòng giữa), đã được phán đoán là phù hợp với phong tục của thời kỳ đó. Sau đó, các Kitô hữu địa phương giải thích là mộ này đã được cách ly với phần còn lại của nghĩa địa, bằng cách cắt bỏ khối đá chung quanh ngôi mộ đi. Một ngôi đền nhỏ (Aedicula) được xây dựng trên ngôi mộ.

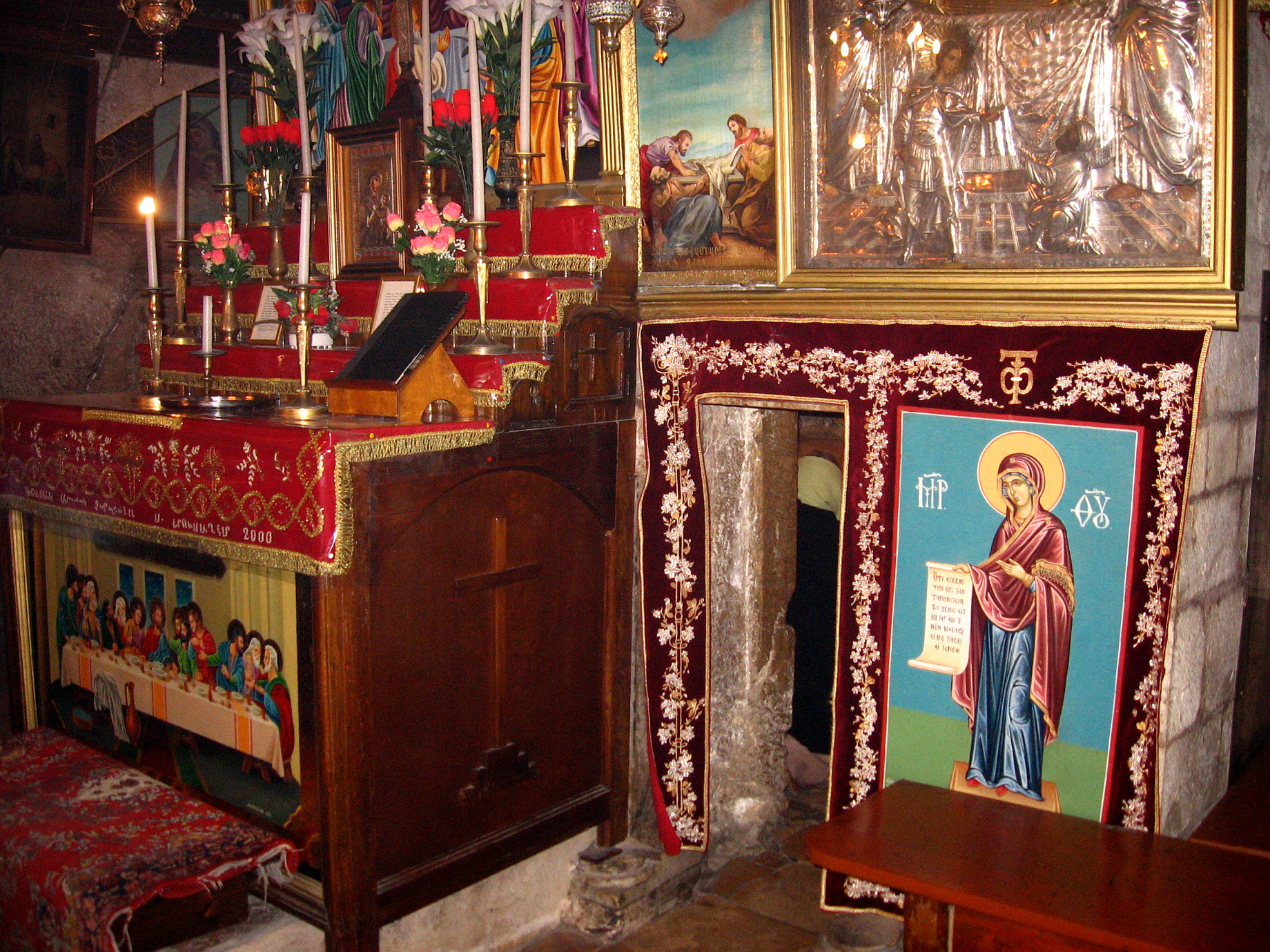
Mộ Đức Maria ở cạnh phía đông của nhà thờ

## Lịch sử các nhà thờ
Một nhà thờ nhỏ hình bát giác được Juvenal - Thượng phụ Chính thống giáo Hy Lạp của Jerusalem (dưới thời cai trị của hoàng đế Marcianus) - cho xây dựng trên vị trí tìm thấy trong thế kỷ thứ 5, và đã bị phá hủy trong cuộc xâm lược của Ba Tư năm 614.
Trong các thế kỷ sau nhà thờ đã bị phá hủy và xây dựng lại nhiều lần, nhưng hầm mộ vẫn còn nguyên. Đối với các người Hồi giáo khi cai trị vùng Đất Thánh, thì đây là nơi chôn cất người mẹ của tiên tri Isa (tức chúa Giêsu).
Sau đó nhà thờ được quân Thập tự chinh xây dựng lại trong năm 1130, cùng với một tu viện dòng Biển Đức có tường bao quanh gọi là "Tu viện Đức Bà của thung lũng Josaphat". Khu phức hợp tu viện bao gồm các cột theo kiến trúc Gothic, các tranh tường màu đỏ trên màu xanh lá cây, và 3 tòa tháp để bảo vệ. Cầu thang và lối vào cũng là một phần của nhà thờ thời "Thập tự chinh". Nhà thờ này đã bị Saladin phá hủy năm 1187, nhưng hầm mộ vẫn còn được tôn trọng; tất cả những gì còn lại là lối vào ở phía nam và cầu thang. Các phần đá và vữa xây dựng của nhà thờ này được sử dụng để xây các bức tường của Jerusalem.
Trong hậu bán thế kỷ 14, các tu sĩ dòng Phanxicô đã xây dựng lại nhà thờ một lần nữa. Năm 1757 các giáo sĩ Chính thống giáo Hy Lạp đã làm một cuộc tiếp quản các nơi thiêng liêng khác nhau trên Đất Thánh trong ngày Chúa Nhật Lễ Lá, trong đó có tu viện và nhà thờ này, đồng thời trục xuất các tu sĩ dòng Phanxicô. Khi đế quốc Ottoman nắm quyền cai trị vùng Đất Thánh thì họ ủng hộ thỏa thuận "nguyên trạng" (statu quo) ở vùng Đất Thánh giữa các giáo hội khác nhau. Kể từ đó, ngôi mộ Đức Trinh nữ Maria được đặt thuộc quyền sở hữu của Giáo hội Chính thống giáo Hy Lạp, trong khi hang đá ở vườn Gethsemani thuộc quyền sở hữu của dòng Phanxicô. 

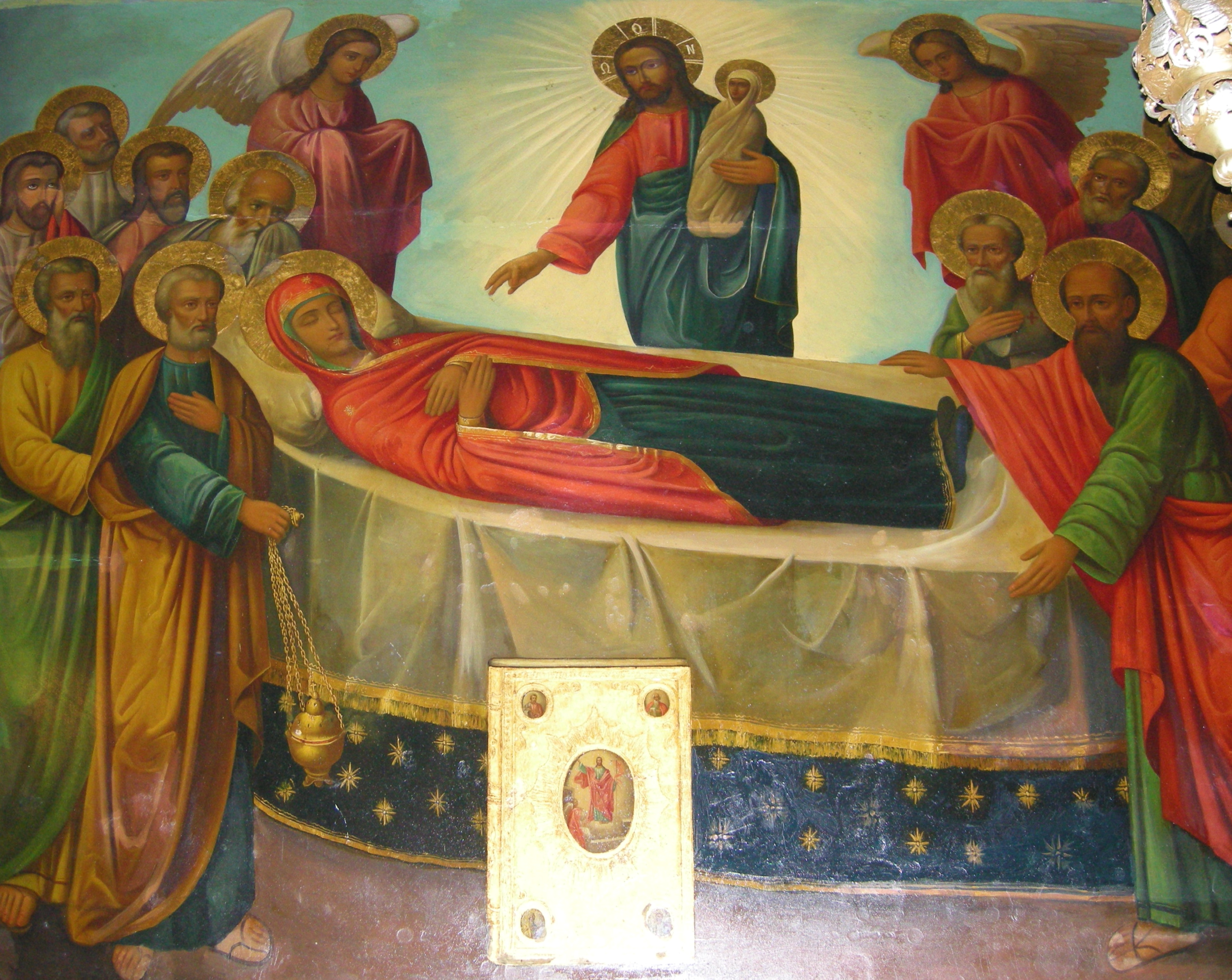
Ảnh Đức Mẹ an giấc.

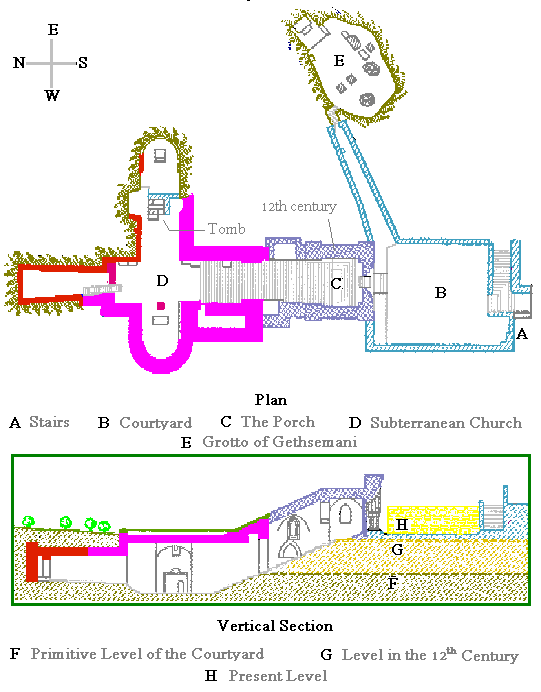
Sơ đồ cắt ngang theo mặt bằng và chiều dọc của nhà thờ mộ Đức Trinh nữ Maria

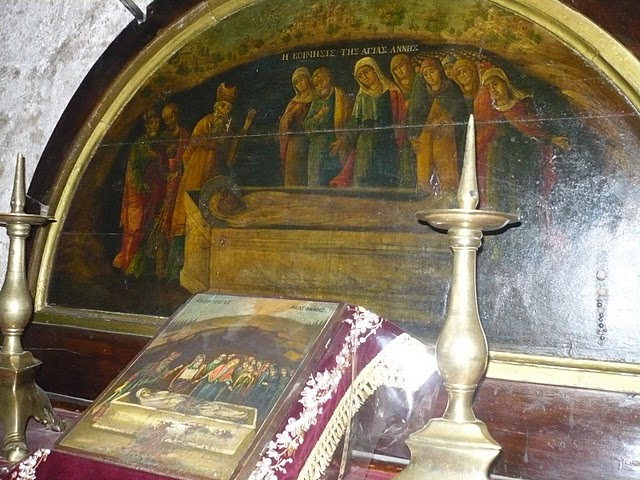
Tranh tường tại Mộ Đức Maria

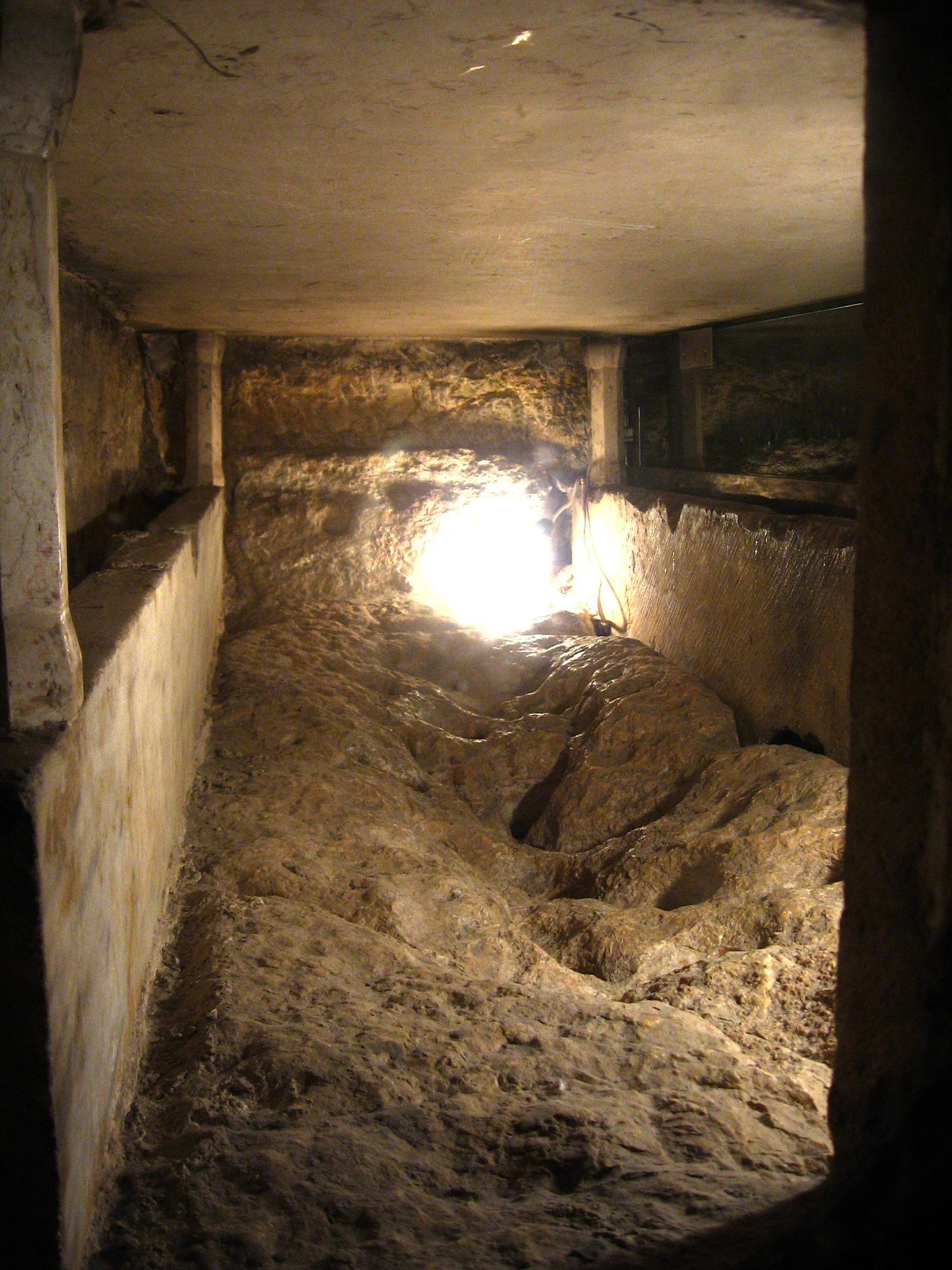
Phần bên trong quách. Nay được bọc bằng kính.

## Mô tả nhà thờ
Trước mặt nhà thờ về phía nam là một sân có tường bao quanh, nhà thờ hình thập giá bao trùm trên ngôi mộ đã được khai quật trong một hang đá dưới đất được cắt lìa khỏi khối đá. Lối vào nhà thờ qua một cầu thang rộng đi xuống có niên đại từ thế kỷ 12. Ở phía bên trái của cầu thang (về phía Tây) có nhà nguyện thánh Giuse - chồng của Đức Maria – còn phía bên phải (phía đông) có nhà nguyện của thánh Gioakim và thánh Anna - cha mẹ của Đức Maria – trong đó cũng có ngôi mộ của hoàng thái hậu Melisende của Jerusalem.
Ở cạnh phía đông của nhà thờ là nhà nguyện Mộ Đức Maria. Các bàn thờ của Giáo hội Chính thống giáo Hy Lạp và Giáo hội Tông đồ Armenia cùng đặt ở apse phía đông. Một hốc tường phía nam ngôi mộ là một mihrab chỉ hướng Mecca, được làm khi người Hồi giáo nắm quyền chung nhà thờ này. Ở gian cạnh phía tây có một bàn thờ của giáo hội Coptic.
Giáo hội Chính thống giáo Hy Lạp làm chủ nhà thờ này chung với giáo hội Tông đồ Armenia. Các giáo hội Chính thống giáo Syria cổ, giáo hội Chính thống giáo Coptic và giáo hội Chính thống giáo Ethiopia có một ít quyền nhỏ. Hồi giáo cũng có một mihrab riêng để cầu nguyện.

## Tính xác thực
Một truyền thuyết, lần đầu tiên được Epiphanius của Salamis đề cập tới trong thế kỷ thứ 4 sau Công nguyên, cho rằng Đức Maria có thể đã sống những năm cuối đời ở Ephesus. Luận cứ này bắt nguồn từ sự kiện thánh Gioan, Tông đồ Thánh sử đã từng có mặt ở Ephesus, và những lời trăn trối của chúa Giêsu khi bị đóng đinh trên thập giá đã gửi gấm Mẹ Maria cho Gioan chăm sóc sau khi Ngài qua đời. Tuy nhiên, Epiphanius đã chỉ ra rằng, trong Kinh Thánh nói Gioan Tông đồ đã di chuyển sang châu Á, nhưng đã không nói rằng Đức Maria đi cùng Gioan.
Truyền thống Chính Thống giáo Đông phương tin rằng Đức Trinh Nữ Maria đã sống trong vùng lân cận của Ephesus, nơi có một nhà cổ hiện đang được coi như là nhà Đức Trinh nữ Maria và được các người Công giáo và Hồi giáo tôn kính, nhưng lập luận rằng Đức Maria chỉ ở đó một vài năm; giáo huấn này được dựa trên các tác phẩm của các giáo phụ.
Mặc dù nhiều Kitô hữu tin rằng không có thông tin nào về cuối đời Đức Maria hoặc nơi mai táng bà được Tân Ước hoặc Tân Ước ngụy tác cũ đề cập tới, nhưng hiện có trên 50 Tân Ước ngụy tác nói về cái chết của bà (hoặc số phận cuối cùng của bà). Quyển "Book of John about the Dormition of Mary" (Sách của Gioan về việc An giấc của Đức Maria) từ thế kỷ thứ 3 cũng như quyển "Treatise about the passing of the Blessed Virgin Mary" (Luận về cái chết của Đức Trinh nữ Maria) từ thế kỷ thứ 4 đều cho rằng mộ của Đức Mẹ được đặt ở Vườn Gethsemani
Quyển "Breviarius of Jerusalem" (Bản tóm tắt về Jerusalem), một bản văn ngắn được viết khoảng năm 395 sau Công nguyên nói rằng trong thung lũng đó (thung lũng Kidron) có vương cung thánh đường Đức Bà, nơi có ngôi mộ của Người. Sau đó, thánh Epiphanius của Salamis, thánh Gregory thành Tours, thánh Isidore thành Seville, Modestus của Jerusalem, Sophronius của Jerusalem, Thương phụ Germanus của Constantinopolis, Andrew của Kríti và Gioan của Damascus đều nói về ngôi mộ ở Jerusalem, và làm chứng rằng truyền thống này đã được tất cả các Giáo hội Đông và Tây chấp nhận.

## Hình ảnh

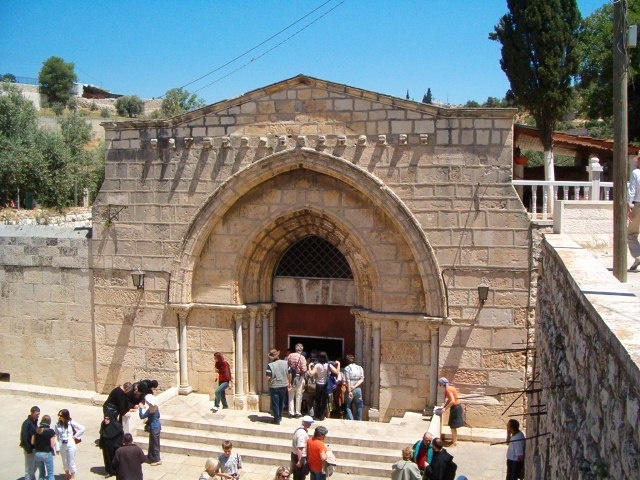
Mặt tiền Mộ Đức Maria.
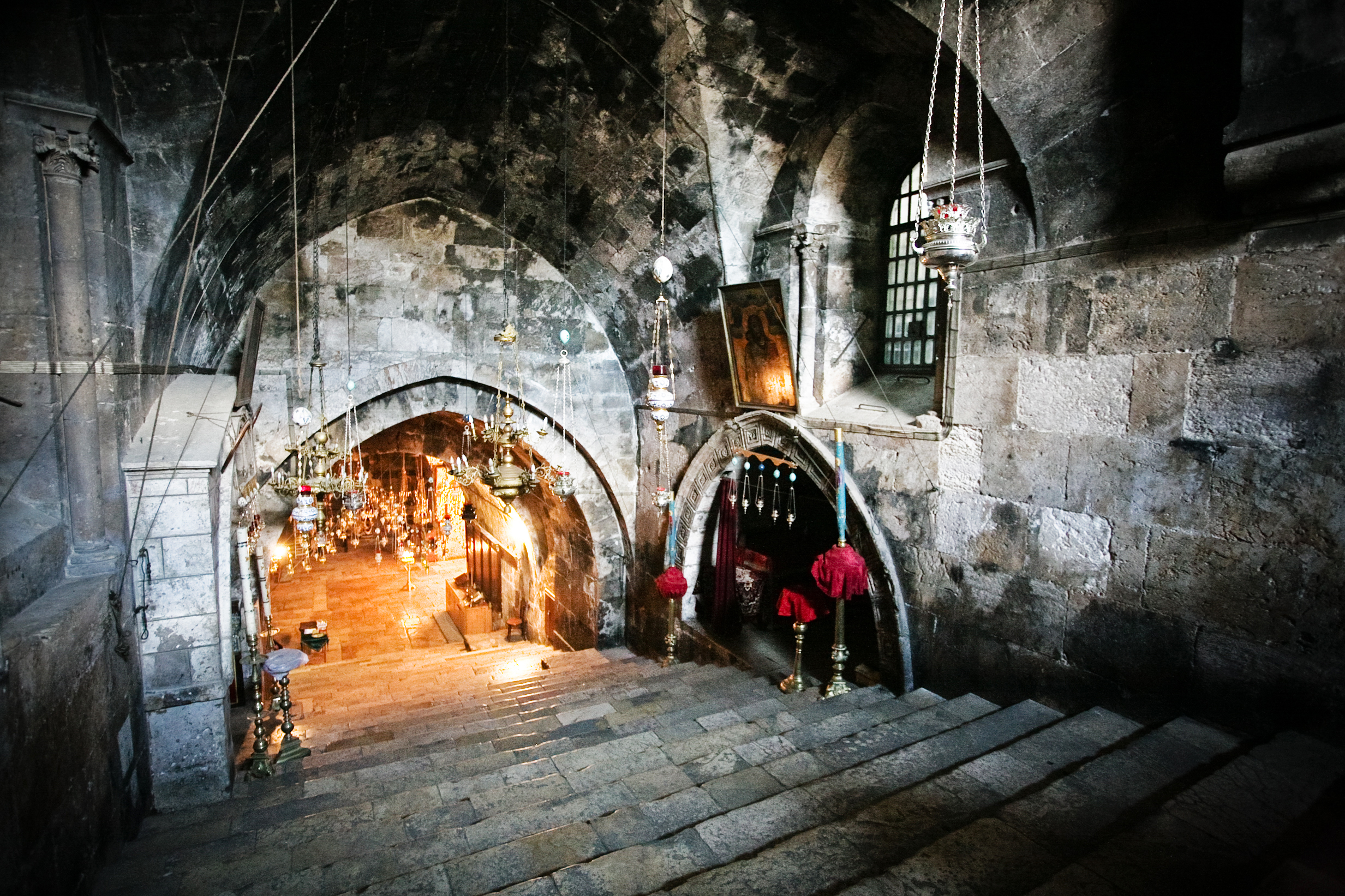
Cầu thang gồm 47 bậc dẫn từ lối vào xuống dưới mộ.
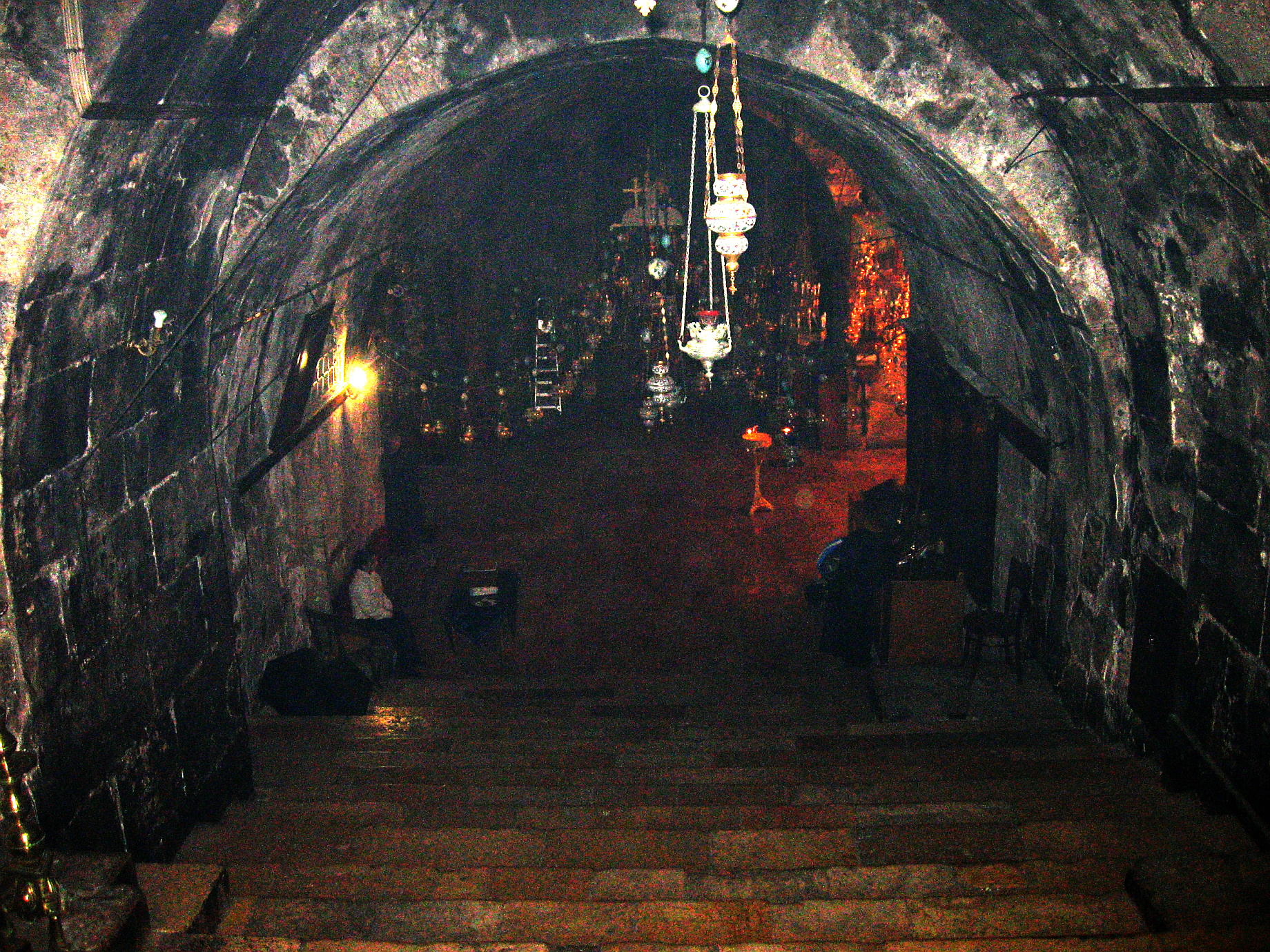
Cầu thang lối vào ở giữa 2 nhà nguyện.
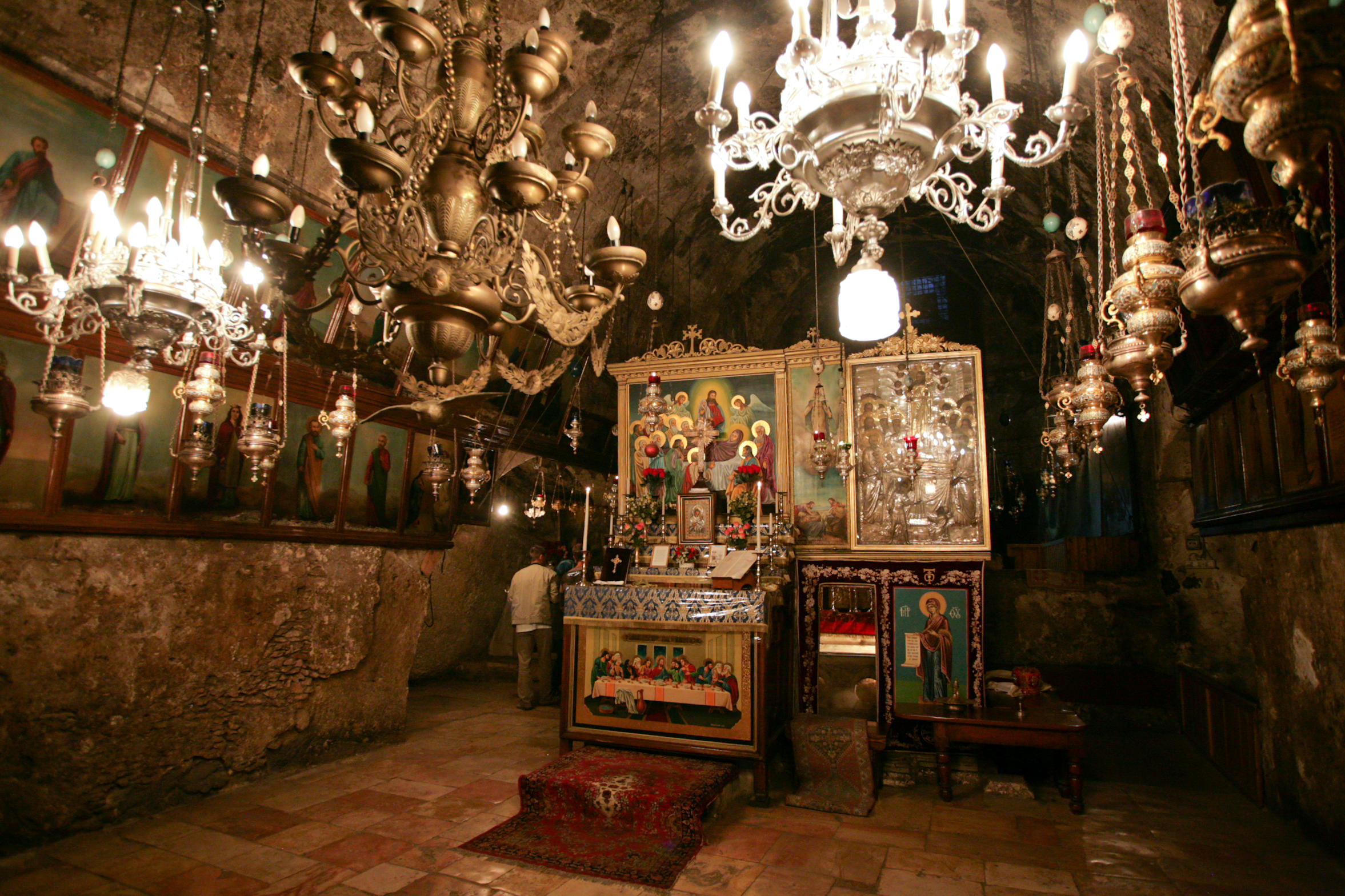
Bên trong mộ Đức Maria
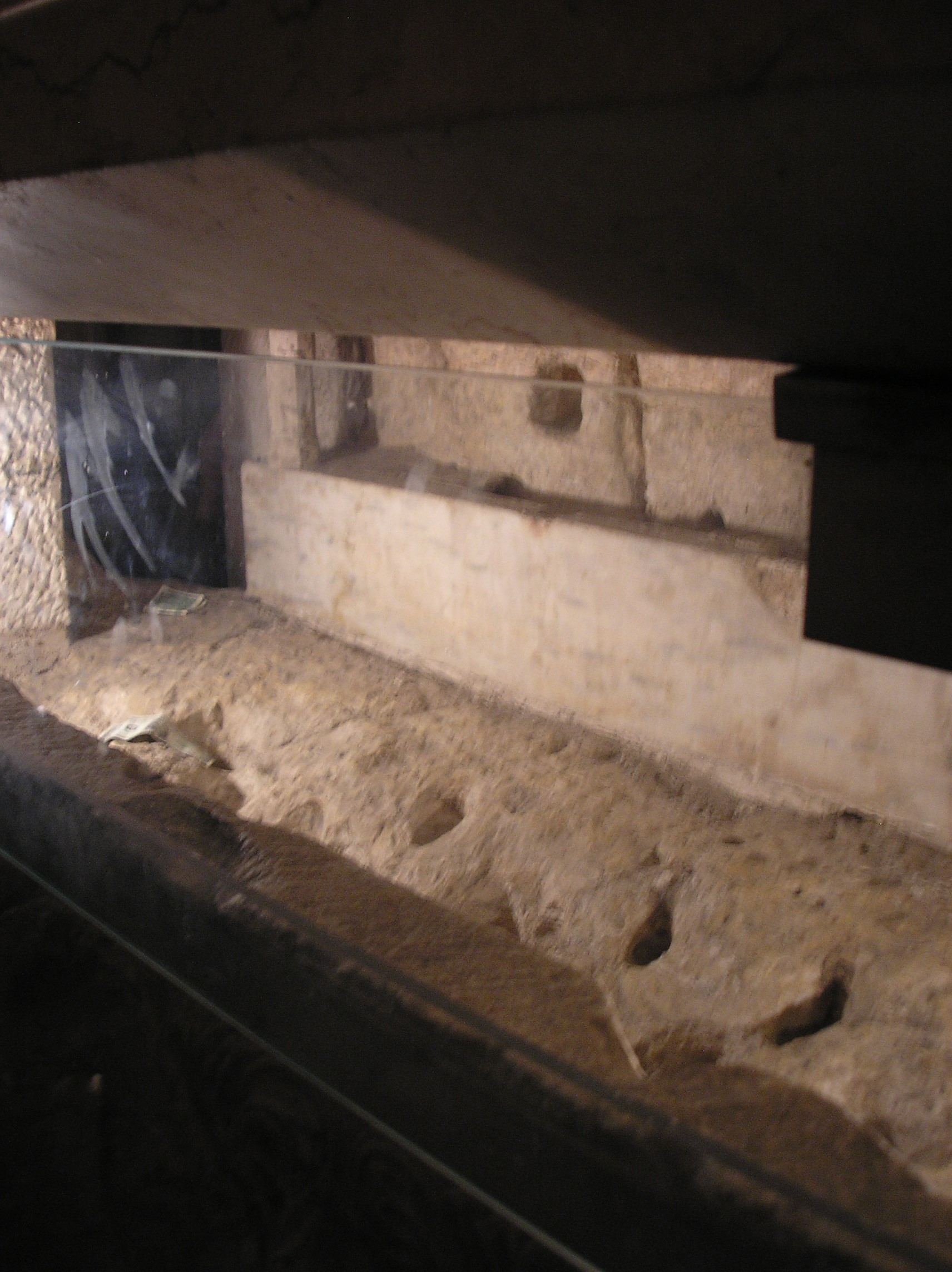
Quách trong mộ Đức Maria
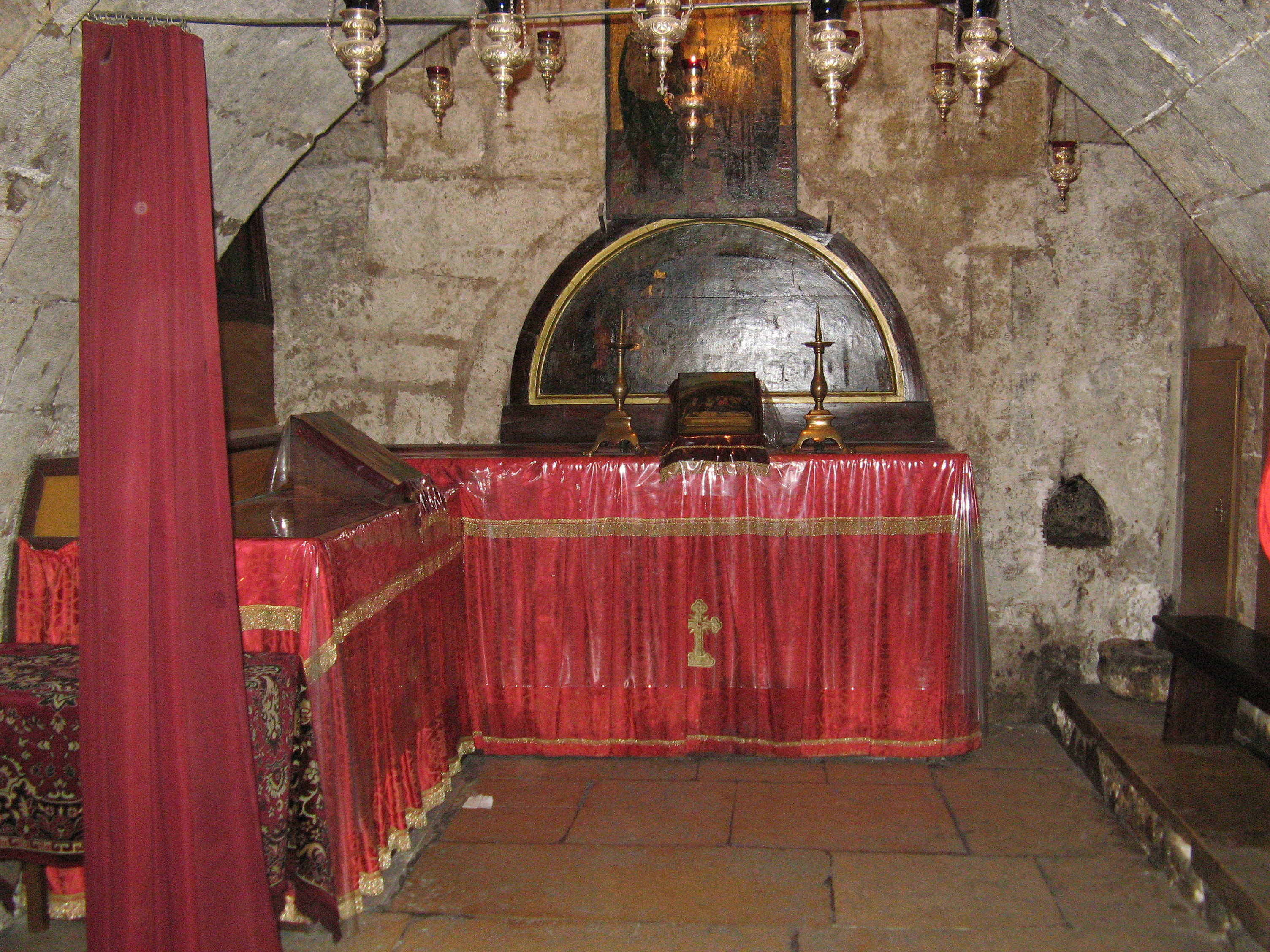
Nhà nguyện Melisende of Jerusalem
Đức Maria và chúa Kitô, ảnh bọc khung ở mộ Đúuc Maria Đức Maria và chúa Kitô, ảnh bọc khung ở mộ Đúuc Maria
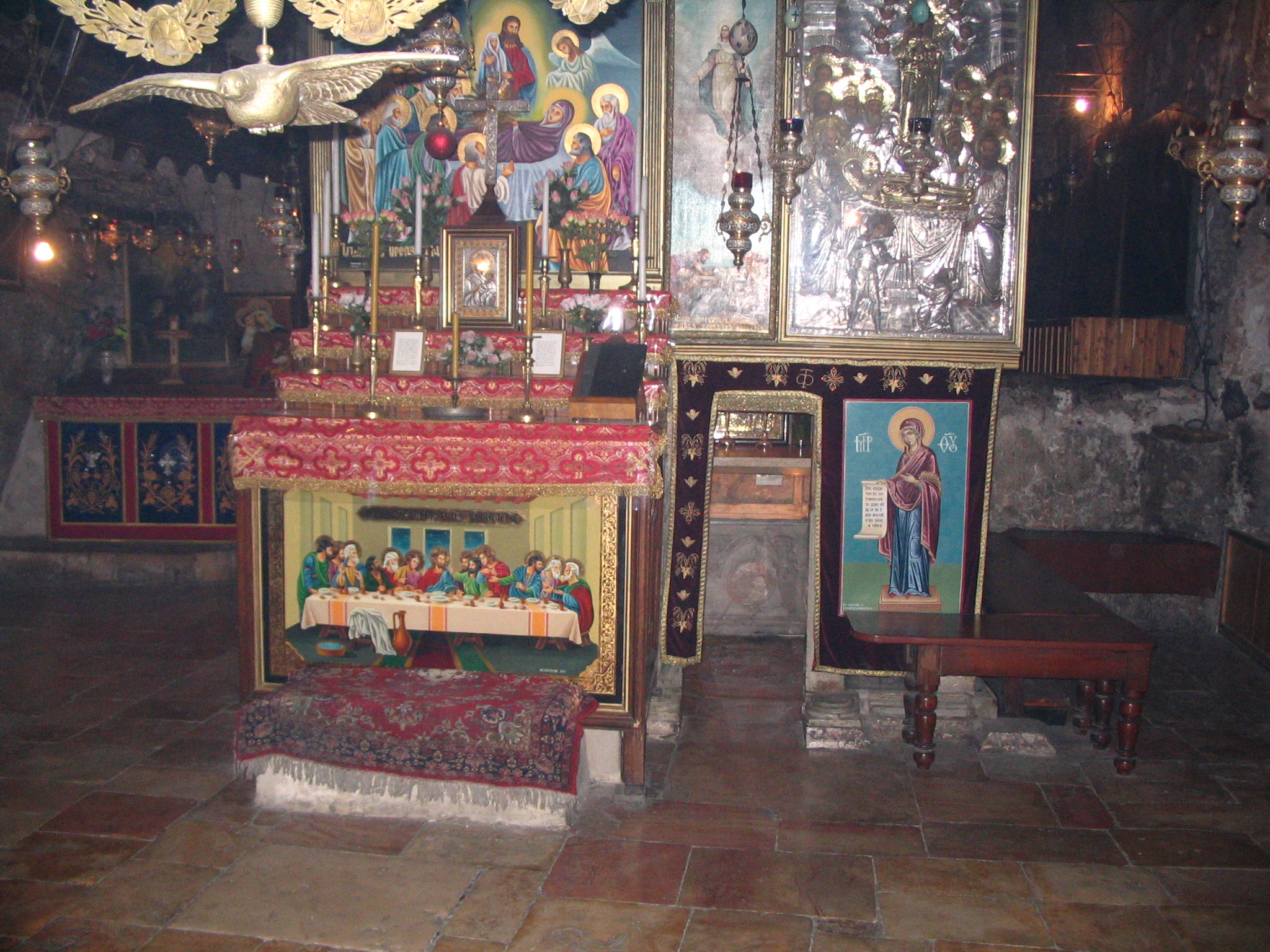
Phía ngoài quách